# Nadaillac
Nadaillac är en kommun i departementet Dordogne i regionen Nouvelle-Aquitaine i sydvästra Frankrike. Kommunen ligger i kantonen Salignac-Eyvigues som tillhör arrondissementet Sarlat-la-Canéda. År 2022 hade Nadaillac 376 invånare.

## Befolkningsutveckling
Antalet invånare i kommunen Nadaillac
Referens:INSEE